# Lijst van rijksmonumenten in Griendtsveen
Onderstaande tabel geeft een overzicht van de rijksmonumenten in de plaats Griendtsveen.
| Object                                                                                         | Oorspronkelijke functie?  | Bouwjaar  | Architect                                            | Locatie                 | Coördinaten?                  | Nr.?   | Afbeelding                                |
| ---------------------------------------------------------------------------------------------- | ------------------------- | --------- | ---------------------------------------------------- | ----------------------- | ----------------------------- | ------ | ----------------------------------------- |
| Brug half 12                                                                                   | Brug                      | 1900-1925 |                                                      | Bij Sphagnumweg 5       | 51° 26' 35" NB, 5° 53' 5" OL  | 512373 | Meer afbeeldingen                         |
| Villa Sphagnum                                                                                 | Woonhuis                  | ca. 1897  | Hubert van Groenendael (bouw) L. Looken (verbouwing) | Sphagnumweg 7           | 51° 26' 30" NB, 5° 53' 7" OL  | 523242 | Meer afbeeldingen                         |
| Villa Erica                                                                                    | Woonhuis                  | ca. 1901  | L. Kooken                                            | Sphagnumweg 5           | 51° 26' 35" NB, 5° 53' 7" OL  | 523243 | Meer afbeeldingen                         |
| Apostelwoning: vrijstaand woonhuis gebouwd voor het stafpersoneel van de firma van der Griendt | Dienstwoning              | ca. 1900  | L. Kooken                                            | Ericaweg 6              | 51° 26' 26" NB, 5° 53' 19" OL | 523244 | Meer afbeeldingen                         |
| Apostelwoning: vrijstaand woonhuis gebouwd voor het stafpersoneel van de firma van der Griendt | Dienstwoning              | ca. 1900  | L. Kooken                                            | Apostelweg 2            | 51° 26' 36" NB, 5° 53' 20" OL | 523245 | Meer afbeeldingen                         |
| Apostelwoning: vrijstaand woonhuis gebouwd voor het stafpersoneel van de firma van der Griendt | Dienstwoning              | ca. 1900  | L. Kooken                                            | Apostelweg 4            | 51° 26' 34" NB, 5° 53' 21" OL | 523246 | Meer afbeeldingen                         |
| Apostelwoning: vrijstaand woonhuis gebouwd voor het stafpersoneel van de firma van der Griendt | Dienstwoning              | ca. 1900  | L. Kooken                                            | Apostelweg 6            | 51° 26' 32" NB, 5° 53' 21" OL | 523247 | Meer afbeeldingen                         |
| Sint-Barbarakerk                                                                               | Kerk en kerkonderdeel     | 1895      | Jac. van Groenendael jr.                             | Helenaveenseweg 48      | 51° 26' 34" NB, 5° 52' 45" OL | 523249 | Meer afbeeldingen                         |
| Voormalige pastorie Griendtsveen                                                               | Kerkelijke dienstwoning   | 1895      | L. Kooken                                            | Helenaveenseweg 50      | 51° 26' 33" NB, 5° 52' 47" OL | 523250 | Voormalige pastorie Griendtsveen          |
| Voormalig klooster met gasthuis                                                                | Klooster, kloosteronderdl | 1903      | L. Kooken                                            | Helenaveenseweg 54      | 51° 26' 32" NB, 5° 52' 49" OL | 523251 | Voormalig klooster met gasthuis           |
| Ophaalbrug Kanaalweg                                                                           | Brug                      | ca. 1905  |                                                      | Kanaalweg bij 1         | 51° 26' 26" NB, 5° 53' 35" OL | 523253 | Meer afbeeldingen                         |
| Ophaalbrug Ericaweg                                                                            | Brug                      | ca. 1905  |                                                      | Ericaweg bij 1          | 51° 26' 34" NB, 5° 53' 16" OL | 523254 | Meer afbeeldingen                         |
| Ophaalbrug Apostelweg                                                                          | Brug                      | ca. 1905  |                                                      | Apostelweg bij 1        | 51° 26' 34" NB, 5° 53' 22" OL | 523255 | Meer afbeeldingen                         |
| Kazemat K26                                                                                    | Kazemat                   | 1939-1940 |                                                      | IJsselsteinseweg, Halte | 51° 26' 43" NB, 5° 53' 16" OL | 523257 | Kazemat K26                               |
| Kazemat K27                                                                                    | Kazemat                   | 1939-1940 |                                                      | IJsselsteinseweg, Halte | 51° 26' 48" NB, 5° 52' 31" OL | 523258 | Meer afbeeldingen                         |
| Kazemat K28                                                                                    | Kazemat                   | 1939-1940 |                                                      | Grauwveenweg bij 6      | 51° 26' 53" NB, 5° 54' 7" OL  | 523259 | Kazemat K28                               |
| Kazemat K29                                                                                    | Kazemat                   | 1939-1940 |                                                      | Kanaalweg bij 24        | 51° 26' 23" NB, 5° 54' 17" OL | 523260 | Kazemat K29                               |
| Turfstrooiselfabriek                                                                           | Opslag                    | ca. 1899  |                                                      | Deurneseweg 2           | 51° 26' 39" NB, 5° 53' 25" OL | 523269 | Meer afbeeldingen                         |
| Voormalige kantoor van de firma Van der Griendt                                                | Handel en kantoor         | ca. 1900  | L. Kooken                                            | Deurneseweg 1           | 51° 26' 38" NB, 5° 53' 20" OL | 523270 | Upload foto                               |
| Voormalige herberg met ontspanningsruimte                                                      | Horeca                    | ca. 1900  | L. Kooken                                            | Lavendellaan 25         | 51° 26' 32" NB, 5° 53' 26" OL | 523271 | Voormalige herberg met ontspanningsruimte |
| Vrijstaand voormalig postkantoor met woonhuis voor de postbode                                 | Overheidsgebouw           | 1900      | L. Kooken                                            | Sint Barbarastraat 37   | 51° 26' 34" NB, 5° 52' 50" OL | 523272 | Upload foto                               |